# Muehlenbeckia hastulata
Muehlenbeckia hastulata là một loài thực vật có hoa trong họ Rau răm. Loài này được (Sm.) I.M.Johnst. mô tả khoa học đầu tiên năm 1928.